# Frente por la Unidad de los Trabajadores

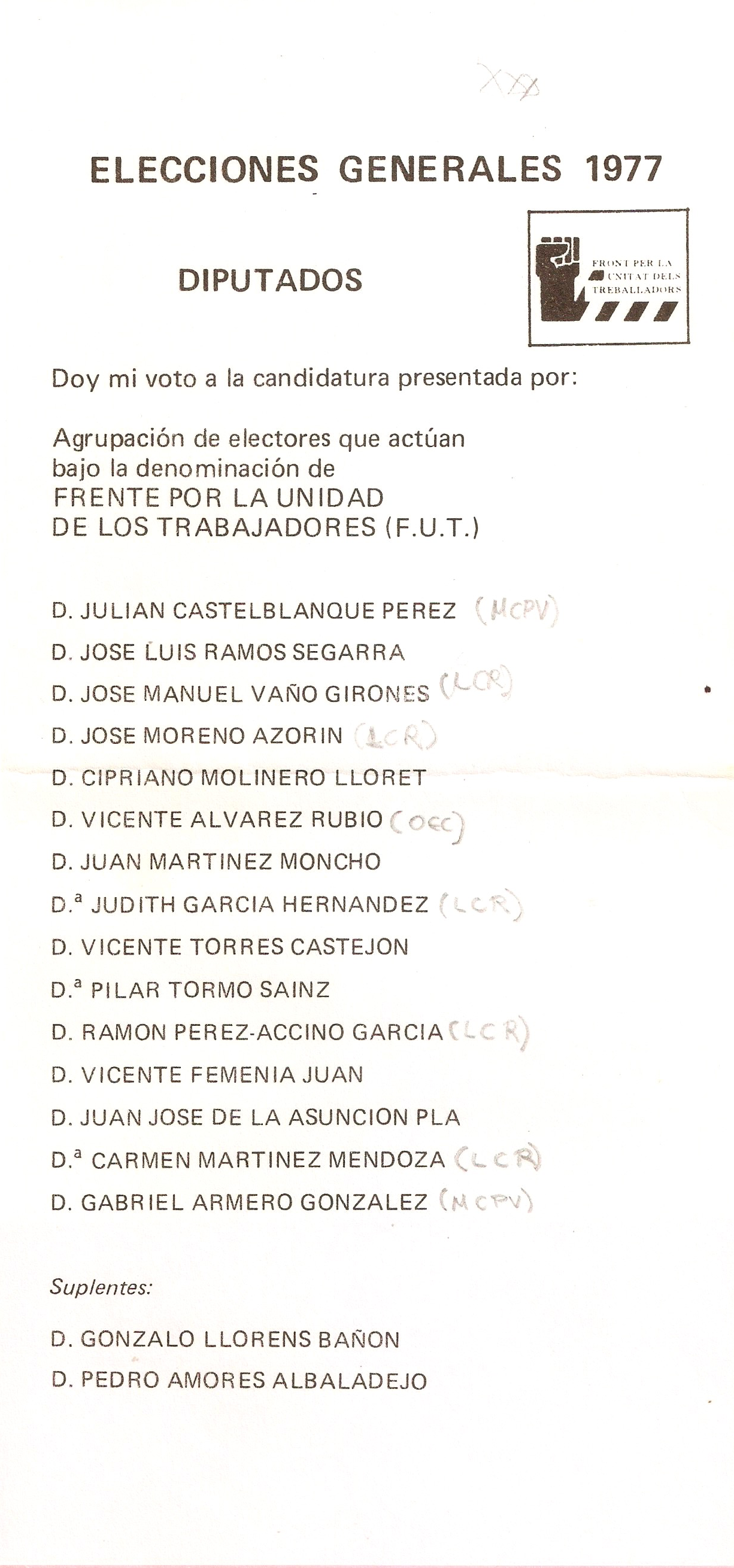
Papeleta electoral. 1977

El Frente por la Unidad de los Trabajadores (FUT) fue una coalición política española de ideología comunista que englobaba a la Liga Comunista Revolucionaria (LCR), Acción Comunista (AC), la Organización de Izquierda Comunista (OIC) y el Partido Obrero de Unificación Marxista (POUM). 
Se presentó a las elecciones generales de España de 1977, pero con 41 208 votos (0,22 %) no consiguió representación. Poco después, la coalición desapareció.